# Pachybracon rothneyi
Pachybracon rothneyi är en stekelart som först beskrevs av Cameron 1897.  Pachybracon rothneyi ingår i släktet Pachybracon och familjen bracksteklar. Inga underarter finns listade i Catalogue of Life.